# Portugalské euromince

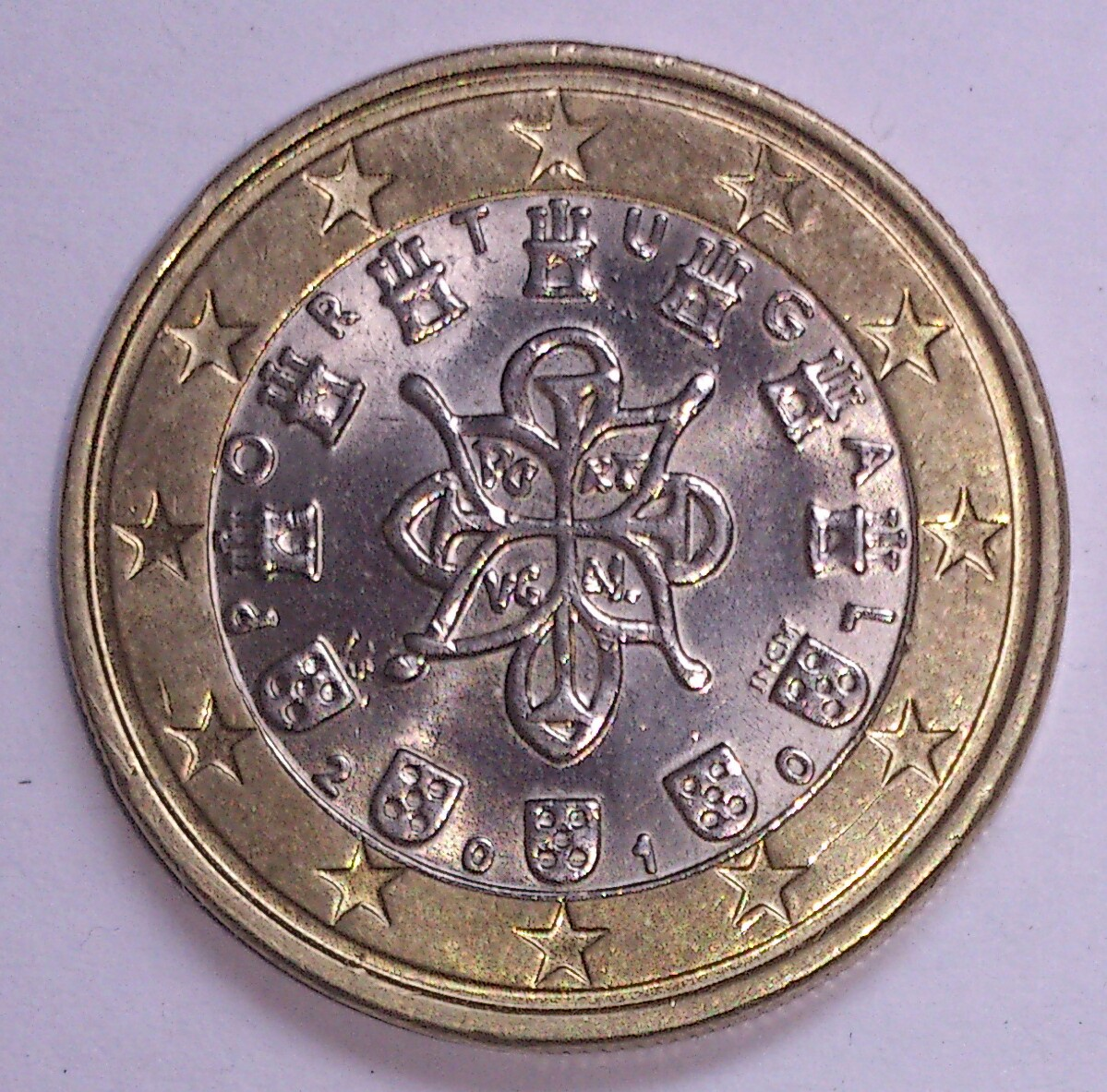
Národní strana portugalské 1 eurové mince

Portugalské euromince jsou v oběhu od 1. ledna 2002. Portugalsko je členem Evropské unie od roku 1986 a také členem Evropské měnové unie.
Na rubových stranách těchto mincí mohou být tři rozdílné motivy pro tři skupiny mincí. Motivy mincí jsou si ale podobné, protože všechny zobrazují staré královské pečetě, kruh sedmi hradů a pěti státních znaků a nápis Portugal (portugalsky Portugalsko). Na mincích je také zobrazeno 12 hvězd symbolizujících Evropskou unii a rok, kdy byly mince vpuštěny do oběhu. Všechny motivy byly navrženy Vitorem Manuelem Fernandesem dos Santos.

## Pamětní mince

### Dvoueurové oběžné mince
Následující tabulka zahrnuje 2€ pamětní mice vydané mezi roky 2004 a 2024.
1. 2007 – společná série mincí států eurozóny k výročí Římských smluv
2. 2007 – předsednictví Portugalska Radě Evropské unie
3. 2008 – 60 let od podepsání Všeobecné deklarace lidských práv
4. 2009 – hry portugalsky mluvících zemí 2009 v Lisabonu
5. 2009 – společná série mincí států eurozóny – 10 let od zavedení eura jako bezhotovostní měny
6. 2010 – 100. výročí založení portugalské republiky
7. 2011 – 500 let od narození Fernãa Mendese Pinta – portugalského mořeplavce a objevitele
8. 2012 – společná série mincí států eurozóny – 10 let od zavedení eura jako hotovostní měny
9. 2012 – město Guimarães jako evropské hlavní město kultury 2012
10. 2013 – 50. výročí stavby „Torre dos Clérigos“ v Portu
11. 2014 – 40. výročí karafiátové revoluce
12. 2014 – mezinárodní rok rodinných farem
13. 2015 – společná série mincí států eurozóny – 30 let vlajky Evropské unie
14. 2015 – 150. výročí Portugalského červeného kříže
15. 2015 – 500 let od navázání prvních kontaktů s Timorem, dnes nezávislou portugalsky mluvící zemí (Východní Timor)
16. 2016 – portugalská účast na letních olympijský hrách v Rio de Janeiro
17. 2016 – 50 let od otevření Mostu 25. dubna v Lisabonu
18. 2017 – 150 let veřejné bezpečnosti
19. 2017 – 150. výročí narození spisovatele Raula Brandão
20. 2018 – 250 let státní tiskárny („Imprensa Nacional“)
21. 2018 – 250 let botanické zahrady Ajuda („Jardim Botânico da Ajuda“)
22. 2019 – 500 let od první výpravy, která poprvé obeplula celou zeměkouli a kterou vedl Fernão de Magalhães
23. 2019 – 600 let od objevení Madeiry portugalskými mořeplavci
24. 2020 – 730. výročí založení univerzity v Coimbře
25. 2020 – 75. výročí Organizace spojených národů
26. 2021 – portugalské předsednictví Rady Evropské unie
27. 2021 – Olympijské hry v Tokiu
28. 2022 – společná série mincí států eurozóny – 35 let od zahájení programu Erasmus
29. 2022 – sté výročí přeletu nad jižním Atlantským oceánem, který v roce 1922 uskutečnili Gago Coutinho a Sacadura Cabral
30. 2023 – světové dny mládeže 2023 v Lisabonu
31. 2023 – mír
32. 2024 – 50. výročí 25. dubna 1974
33. 2024 – účast Portugalska na 33. olympijských hrách